# 橙色革命
橙色革命（羅馬化：Pomarancheva revoliutsiia），又译栗子花革命，在2004年至2005年发生于乌克兰各地，是围绕2004年乌克兰总统大选过程中由于严重贪污、影响选民和直接进行选举舞弊所引发的一系列抗议和政治事件。
在2004年10月31日的乌克兰总统大选中，没有任何候選人达到法律规定的50%的多数，因此在同年11月21日在得票最多的两名候選人維克托·尤先科和維克托·亞努科維奇之间举行重选。但是众多乌克兰国内外观察员报道说官方宣布的亞努科維奇获胜的结果是舞弊导致的，这也是公众的普遍感受。橙色革命因此引发。
尤先科的选举活动中使用橙色作为其代表色，因此这场运动使用橙色作为抗议的颜色。这个运动的标志是橙丝带和一面书有（“对！尤先科！”）的旗。选举结果被公布后上百万抗议者聚集在乌克兰首都基辅的市中心獨立廣場及赫雷夏蒂克街大街，尤先科的支持者建立了一个24小时不断被占据的帐篷城，同时在乌克兰全国爆发了一系列由反对派组织的抗议、静坐、大罢工等事件。
迫于这些抗议运动，乌克兰最高法宣布这次重选的结果无效，并规定在同年12月26日重复重选。这次第二次重选受到严厉的观察。乌克兰国内和国际的观察员均确认这次第二次重选基本上没有任何问题。尤先科在这次重选中明显以52%的结果获胜。亞努科維奇获44%。2005年1月23日尤先科就职，标志着橙色革命的最终胜利。

## 选举舞弊

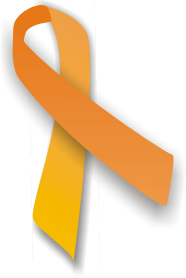
橘丝带是乌克兰橙色革命的标志。丝带往往被用来代表非暴力抗议

乌克兰总理維克托·亞努科維奇和反对派候選人維克托·尤先科之间的重选后的第二天抗议活动就开始了。官方公布的结果为亞努科維奇比尤先科领先3%，而投票后民调的结果却证明尤先科应该领先11%。这两个结果之间的差别太大了。亞努科維奇的支持者将这个差别规于尤先科与媒体之间的良好关系，而尤先科的支持者则公布了众多被当地和外国观察员发现的有利于亞努科維奇的选举舞弊事件。由于在第一次投票中就已经有舞弊的谴责（但没有重选时那么严重），因此关于舞弊的谴责受到了很大的关注。在第一次投票时的舞弊规模不是十分清楚，而且各方面都公认假如当时有舞弊现象的话其规模没有达到影响最终结果的地步。

## 抗议
在选举日傍晚关于选举舞弊的指责出现后尤先科公开呼吁公众抗议。从11月22日开始在乌克兰各城市中均爆发大规模抗议，其中最大的在首都基辅的独立广场，估计50万人参加。11月23日抗议者和平进发到乌克兰议会，许多人身穿橙色衣服或者带橙色旗帜。
基辅、利沃夫和一些其它城市的市政府象征性地宣布不接受官方结果，这个象征性的宣布获得了其市民的广泛支持。尤先科象征性地进行总统宣誓。尤先科在议会内进行这个宣誓时只有他的支持者在场，会厅内一半是空的，此举虽然没有任何法律效应，但它表示了尤先科不肯接受这个舞弊导致的选举结果的决心。尤先科的反对者指责尤先科此举违法。一些缓和的尤先科支持者则对此举模棱两可。一些观察家认为假如事件发展得更加尖锐的话这个象征性的宣誓可能有利于尤先科。在这种情况下尤先科的这个宣誓可能可以用来表示他比起试图使用舞弊手段获取总统地位的亞努科維奇更有合法的指挥军队和警察组织的权利。
与此同时在亞努科維奇的主要据点，乌克兰东部和南部的地方官员开始了一系列行动，威胁假如亞努科維奇被宣布获胜的结果不被接受的话他们将从乌克兰分裂或者至少与国家其它地区进入一个联邦状态，他们管理的地区将拥有特殊宪法。在乌克兰东部普遍发生了支持亞努科維奇的示威游行，一些亞努科維奇的支持者还到达基辅。但是在基辅支持亞努科維奇的示威者比支持尤先科的支持者要少得多。有些估计说在基辅在一些日子中不管寒冷的天气有上百万人上街示威。

## 重新選舉
尤先科与即将退任的总统列昂尼德·库奇马进行谈判和平解决当时的问题，但是这个谈判于11月24日破裂。中央选举委员会官方声明亞努科維奇获胜，但是该委员会本身就被控参加篡改选举结果、压制他们所获得的地方选举结果数据以及使用一个非法电脑服务器篡改结果。官方结果公布后的次日尤先科向他的支持者讲话，要求他们开始大规模抗议、总罢工、静坐等，破坏政府工作，强迫政府承认其失败：
只有通过人民显示他们的愿望的方法才能解决这场冲突，因此民族拯救委员会宣布进行全国性的政治罢工。
12月1日乌克兰议会发表决议强烈谴责分裂主义和联邦主义行动并表决对乌克兰内阁不信任。乌克兰总理亞努科維奇不承认这个表决。按照乌克兰宪法议会对政府不信任意味着政府应该辞职，但是假如总理亞努科維奇和总统库奇马不合作的话议会没有任何手段强迫政府辞职。
12月3日乌克兰最高法院终于突破了这个政治僵局。最高法院决定由于选举舞弊程度严重，因此无法决定选举结果，它宣布官方选举结果无效并下令于12月26日重复重选。尤先科的支持者认为这个决定对他们来说是一个胜利，亞努科維奇的支持者本来希望假如选举被判无效的话整个选举被重复，而不仅仅是重选。12月8日议会修改法律来给这次选举提供一个合法的周边结构以及一个新的政府系统。尤先科轻而易举地赢得了重选的重复并于12月28日被正式宣布为赢者。

## 乌克兰情报安全机关作用
据《纽约时报》的一篇报道乌克兰安全机关在橙色革命中起了一个非常不寻常的作用。乌克兰情报和治安机关的前身是前苏联的克格勃，但是在这场革命中却支持反对派。据《纽约时报》报道11月28日乌克兰内政部部长调一万多警察来镇压基辅独立广场上的示威活动。但是乌克兰安全机关事先通知了反对派领导人。乌克兰军队情报机关的领导人打电话给各处要求他们防止导致流血。安全机关首长和军队反间谍机关首长均承认亲自打电话给内政部部长，要求他撤回镇压部队，最后内政部讓步，防止了一场流血事件。
据《纽约时报》报道这些安全和情报机关的官员采取这些措施不仅仅是要防止流血事件，而且他们不愿为亞努科維奇作为总统服务，原因之一是因为亞努科維奇年轻时曾因抢劫和武打被判过刑，此外始终有关于亞努科維奇与腐败的商人之间的联系的流传，而且亞努科維奇假如得选的话可能的确是进行选举作弊才得逞的。乌克兰安全机构的首长斯麦什克与亞努科維奇之间不和可能也起了作用。显然在安全机构中有许多支持尤先科的军官。尤先科的人获得了政府官员非法窃听尤先科的选举顾问团内部的策略讨论以及讨论如何对付尤先科的纪录的重要舞弊证明，这些证明不太可能不是安全机构提供的。

## 外国势力的博弈
许多分析家认为橙色革命是基于首次在塞尔维亚推翻斯洛博丹·米洛舍维奇的过程中发展出来的战略成功的，这个战略后来在格鲁吉亚的玫瑰革命中再次获胜。虽然这些运动均出于自发，但是它们都是在广泛的基层活动和反对派组成联盟的基础上达到的。每次均是在大选后政府试图通过选举舞弊保持其权力后爆发示威成功。
在这些运动中学生活动分子均起了极重要的角色。其中最著名的是在塞尔维亚支持沃伊斯拉夫·科斯图尼察的年轻人组织抵抗组织。在格鲁吉亚的类似组织叫做“受够了”（Kmara）。在白俄罗斯的类似组织野牛运动未成功。乌克兰的类似组织叫“是时候了”（Pora）。格鲁吉亚的议会国防和安全委员会的主席以及其它“受够了”运动的成员曾向乌克兰反对派首领提供非暴力斗争技术的咨询。
许多西方政府以及非政府组织向这些运动提供了资金和训练他们组织非暴力抵抗的战术。据《衛報》报道，这些机构包括美國國務院、美国国际开发署、美国国际事务全国民主研究所、国际共和学会以及非政府组织自由之家和亿万富翁乔治·索罗斯的开放社会研究所。美国联邦政府资助的全國民主基金會从1988年开始就支持乌克兰的非政府民主建设活动。吉恩·夏普写的非暴力斗争相關文章是这些学生运动的战略基础。
另一方面，俄罗斯同樣在这次选举中也是直接地和强烈地支持亚努科維奇。就这些支持的范围还有争议，但是一些事实是无可非议的，比如在选举前和选举中俄罗斯总统弗拉基米尔·普京多次会晤库奇马和亞努科維奇。在官方结果被发表并被质疑时普京多次向亞努科維奇致贺，这给普京和亞努科維奇后来均带来了很大的尴尬。在选举过程中俄罗斯官方媒体对亞努科維奇的报道非常正面，而且亞努科維奇有许多与克里姆林宫相接近的俄罗斯顾问。11月28日亚努科维奇和东乌政要，甚至莫斯科市市长尤里·卢日科夫召开了涉及东乌自治的北顿涅茨克代表大会。许多观察家同意亞努科維奇获得了俄罗斯国家控制的经济系统的巨大支持。其它未經证实的指责包括俄罗斯在尤先科中毒事件中的牵连。
由于波俄關係長期緊張，波蘭公开和官方性支持乌克兰民主化运动并支持乌克兰加入欧洲联盟。